# Upper Saddle River, New Jersey
Upper Saddle River là một khu (borough) ở quận Bergen, New Jersey. Theo điều tra dân số Hoa Kỳ năm 2010, dân số của khu là 8,208.

## Lịch sử
Upper Saddle River được thành lập vào thế kỷ 18 chủ yếu bởi những người định cư Hà Lan, những người đã xây dựng các nhà máy dọc theo sông Saddle. Khu vực này đã được cấp tình trạng khu vào năm 1894 và chủ yếu là nông thôn cho đến những năm 1950. Sự tăng trưởng ở ngoại ô của New Jersey đã ảnh hưởng đến Upper Saddle River và các đô thị lân cận, khi dân số của khu tăng gấp 10 lần từ 1950 đến 1970. Dân số vẫn không đổi kể từ năm 1970. 

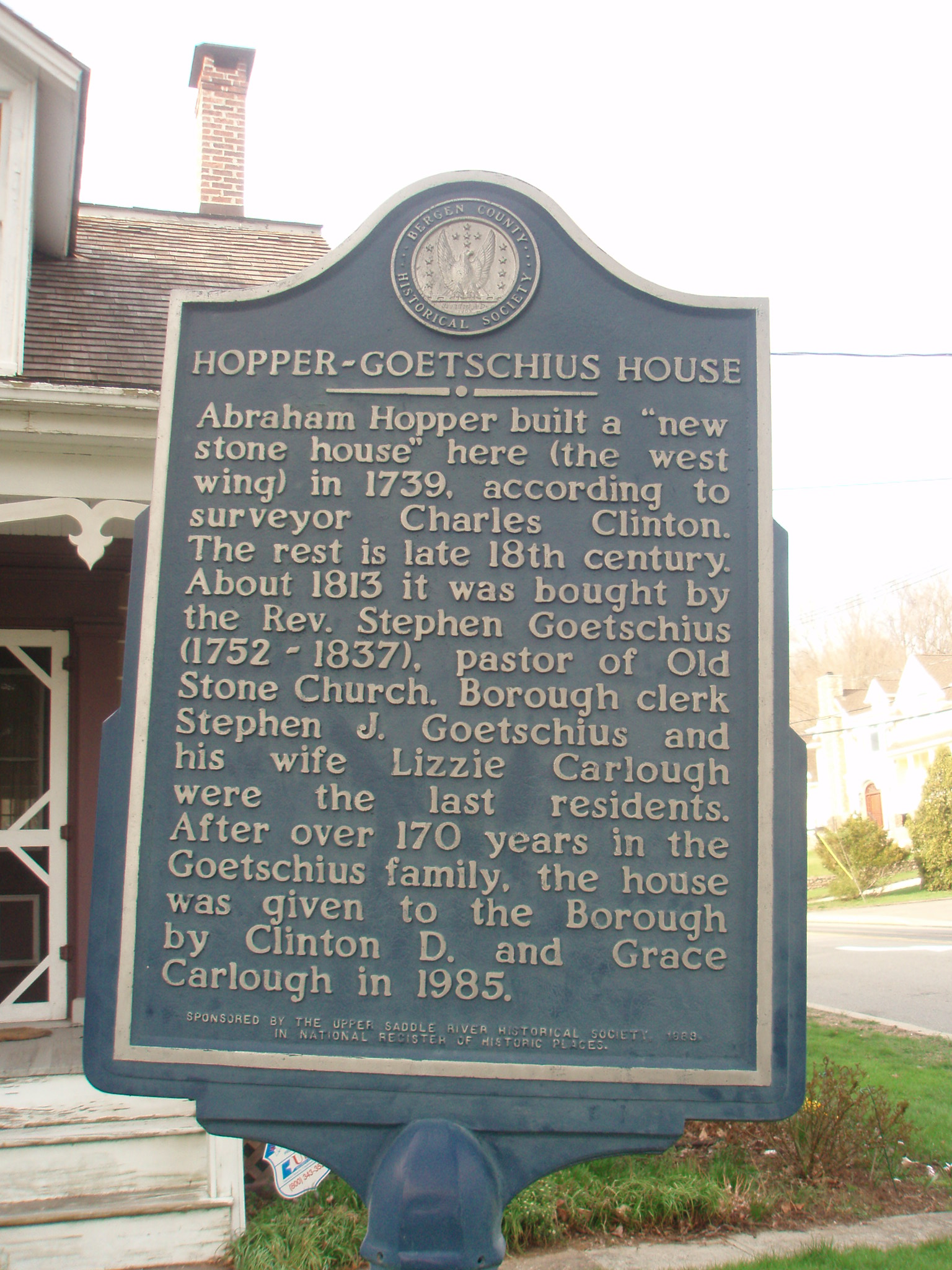
Cột mốc lịch sử Nhà Hopper-Goetschius ở Upper Saddle River

## Những người đáng chú ý
Những người được sinh ra ở, cư dân hoặc liên kết chặt chẽ với Upper Saddle River bao gồm: